# Мирјада
Мирјада је класични грчки назив за број 104 = 10000.
Мирјада мирјаде, или сто милиона, је највећи број именован од стране древних Грка те је уједно највећи број именован у Библији.

## Погледајте такође
- Кинески бројеви
- Индијски бројеви